# Крищанович, Виктор Яковлевич
Виктор Яковлевич Крищанович (18 ноября 1915—1982) — советский белорусский картограф, кандидат сельскохозяйственных наук, доцент, основатель и в 1969—1980 годах заведующий кафедрой геодезии и картографии. Область научных интересов: картографирование экономико-географическое и сельскохозяйственного расселения на территории Беларуси.

## Биография
Родился в 1915 году в г. Боготол Западно-Сибирского края (ныне Красноярский край), куда его семья эвакуировалась во время Первой мировой войны, а затем вернулась в Минск.
В Минске окончил школу-семилетку, в 1930—1933 годах учился в транспортно-экономическом техникуме, затем два года работал в плановом отделе Главдортранса БССР.
В 1935 году поступил на географический факультет БГУ, в 1940 году окончил его и был оставлен на кафедре ассистентом.

### В годы войны
В 1940 году призван в РККА, служил в топографическим отряде в г. Гродно.
Участник Великой Отечественной войны. В начале войны попал в окружение по Минском, был взят в плен, но через 10 дней бежал и действовал белорусском подполье с августа 1941 года по сентябрь 1943 года работая в оккупированном Минске стрелочником и чертежником на железной дороге, входя в группу подпольного райкома партии.
В октябре 1943 года по заданию райкома партии был командирован в партизанский отряд им. Котовского входивший в Осовейскую бригаду им. Фрунзе (командир — И. К. Захаров), затем — в спецгруппу этой бригады.
После освобождения территории Белоруссии летом 1944 года сразу был направлен на работу в Белорусский государственный университет.

## Научная и педагогическая деятельность

### Учёный
Крищанович В. Я. внес большой вклад в развитие картографии в Беларуси. Виктор Яковлевич руководил кафедрой со дня ее создания (1 октября 1969 г.) по 1980 г.
Виктор Яковлевич участвовал в создании Атласа БССР (1958 г.). В последующем он возглавил основную научную тематику кафедры — «Изучение населения Беларуси и его картографирование по результатам Всесоюзных переписей 1959 и 1970 гг.». Под его руководством сотрудники кафедры участвовали в создании единой Государственной карты населения СССР, изданной в 1975 году. Благодаря его активной поддержке развивалось тесное сотрудничество с картографической фабрикой № 2 ГУГК СССР и кафедрой картографии МГУ.
За время работы на кафедре В. Я. Крищановичем было опубликовано 58 научно-методических работ, а также подготовлено 3 рецензии на учебники по картографии, издаваемые в МГУ. Виктор Яковлевич участвовал в четырех Всесоюзных конференциях по картографии.

### Педагог
Преподавательская деятельность на географическом факультете связана с дисциплинами топографо-картографического профиля. По этим предметам он читал лекции, проводил лабораторные занятия, а также полевую и производственную практики.

## Труды и публикации
- Крищанович В. Я. — Южные районы Минской области / Автореф. дис. на соиск. учен. степ. канд. геогр. наук, 1955
- Мартинкевич Ф. С., Крищанович В. Я. — Белорусская ССР в шестой пятилетке. Минск, 1956. — 48 с. (О-во по распространению политических и научных знаний Белорусской ССР; № 17)
- Крищанович В. Я. — Лабораторные занятия по картографии: Задания и метод. указания для студентов геогр. фак. ун-тов / М-во высш., сред. спец. и проф. образования БССР. Белорус. гос. ун-т им. В. И. Ленина. — Минск : Изд-во Белгосун-та, 1960. — 115 с., 15 отд. л. карт.
- Крищанович В. Я., Жмойдяк Р. А., Медведев Б. А. Лабораторные занятия по геодезии. — Минск : Вышэйш. шк., 1968. — 170 с.
- Жмойдяк Р. А., Крищанович В. Я. , Медведев Б. А. Лабораторные занятия по топографии с основами геодезии: [Для геогр. фак. вузов] — 2-е изд., перераб. и доп. — Минск : Вышэйшая школа, 1979. — 295 с.

## Награды и премии
Награждён знаком «Отличник геодезии и картографии СССР», шестью медалями, Грамотой Верховного Совета БССР, 19-ю Почетными грамотами и благодарственными грамотами.